# Tonnoiriella syriensis
Tonnoiriella syriensis är en tvåvingeart som beskrevs av Jezek 1999. Tonnoiriella syriensis ingår i släktet Tonnoiriella och familjen fjärilsmyggor.
Artens utbredningsområde är Syrien. Inga underarter finns listade i Catalogue of Life.